# 620

## Události
- Medina konvertuje k Islámu
- silné zemětřesení zasáhlo Soluň
- možné datum příchodu Sáma ke Slovanům (alt. 623, 624)

## Úmrtí
- 16. říjen – jedno z možných dat úmrtí Svatého Havla (altertnat. 640, 646–650)

## Hlavy států
- Papež – Bonifác V. (619–625)
- Byzantská říše – Herakleios (610–641)
- Franská říše – Chlothar II. (584–629)
- Anglie
  - Wessex – Cynegils (611–643)
  - Essex – Sigeberht I. Malý (617–653)
- Bulharsko – Urgan (610/617–630)
- Perská říše – Husrav II. (590, 591–628)